# Centrale Zandvliet
Centrale Zandvliet is een stoom- en gascentrale op de BASF-site langs de rechter Schelde-oever, net voor de Nederlandse grens. Het is een WKK-centrale die operationeel is sinds 2005 en een elektrisch vermogen heeft van 400 MW. Op vollast kan de centrale 300 ton stoom per uur leveren voor de bedrijfsprocessen van BASF en tegelijk 320 MWe opwekken.

## Geschiedenis
Na de liberalisering van de energiemarkt probeerde grootafnemer BASF de leveranciers Electrabel en RWE tegen elkaar uit te spelen. Uiteindelijk kwamen de drie partijen tot de conclusie dat het een goed idee was gezamenlijk een nieuwe centrale te bouwen op het terrein van BASF. Electrabel en RWE richtten hiervoor in 2002 Zandvliet Power nv op en schreven elk op de helft van de aandelen in. Siemens haalde het sleutel-op-de-deurcontract binnen ter waarde van 230 miljoen euro. De opgeleverde STEG – de eerste grote centrale sinds 1998 – werd operationeel in 2005. In 2011 liet RWE zich uitkopen door BASF.

## Beschrijving
Het brutovermogen van Zandvliet bedraagt 402 MW, het nettovermogen 395 MW, en de netto-efficiëntie 56,4%. Door verbranding van aardgas wordt een Siemensturbine aangedreven die stroom en warmte opwekt. Met de restwarmte wordt in een stoomketel van Ansaldo processtoom gemaakt die door een Siemens stoomturbine wordt gestuurd en dan neerslaat. Alternatief kan de stoom met reduceerstations worden herleid. Voor de koeling is er een koeltoren. De elektriciteit wordt op het Elianet gezet via een 150 kV-post.

## Subsidie
De werking van de centrale wordt gesubsidieerd door middel van Vlaamse warmtekrachtcertificaten en dus via de elektriciteitsfactuur. De VREG heeft daartoe in 2006 een aanvraag goedgekeurd. De STEG van Zandvliet werd toen bestempeld als de grootste kwalitatieve warmtekrachtinstallatie in Vlaanderen.

## Voetnoten
1. ↑  RWE en Electrabel openen Zandvliet Power; RWE let op nieuwe kansen, energeia.nl, 24 april 2005
2. ↑  Siemens to build CCGT plant at BASF site in Antwerp, Power Engineering, 16 december 2003
3. ↑  Symbool vrijmaking elektriciteitsmarkt draait, De Standaard, 19 maart 2005
4. ↑  Basf Antwerpen maakt voortaan ook eigen stroom en stoom na uitkopen RWE, energeia.nl, 8 juni 2011
5. ↑  Besluit VREG van 20 juni 2006